# Sultanpur (Uttar Pradesh)
Sultanpur est une ville indienne située dans le district de Sultanpur dans l’État de l'Uttar Pradesh. En 2011, sa population était de 116 211 habitants.
En 2024 la ville a été classé à la 1000e place (sur mille) dans le classement des villes ayant la moins bonne qualité de vie selon le Global cities index de Oxford Economics en se distinguant particulièrement par une mauvaise gestion économique, un faible capital humain et une mauvaise qualité environnementale.

## Source de la traduction
- (en) Cet article est partiellement ou en totalité issu de l’article de Wikipédia en anglais intitulé « Sultanpur, Uttar Pradesh » (voir la liste des auteurs).